# Gambusia affinis
La gambusia (Gambusia affinis) è un piccolo pesce d'acqua dolce della famiglia dei Poecilidi dell'ordine Ciprinodontiformi.

## Distribuzione e habitat
Questi pesci sono nativi dei bacini del golfo del Messico (Mississippi), acque dolci e salmastre, lente e paludose. Nel corso del XX secolo sono stati introdotti in molti ambienti acquatici a scala globale come mezzo di controllo biologico per le zanzare. Tale tentativo è risultato fallimentare, in quanto questo predatore generalista non seleziona specificatamente le larve di zanzara ma preda una vasta gamma di invertebrati e piccoli vertebrati acquatici, causando pesanti danni alla fauna locale tanto da essere inserito nella lista delle cento specie invasive più dannose.
Sono state inserite anche tra le specie esotiche aliene di interesse unionale , e a partire dal 2 agosto 2024 non è più possibile detenerle o cederle a terzi in tutto il territorio europeo. Il loro rilascio in natura è già vietato con pesanti sanzioni penali.

## Descrizione
G. affinis presenta un chiaro dimorfismo sessuale: il maschio è minuto, con testa piccola, dorso incurvato, ventre arrotondato e un lungo e sottile peduncolo caudale, terminante in una coda arrotondata. La pinna dorsale è alta, le ventrali sono appuntite, l'anale è trasformata in organo copulatore (gonopodio). La livrea maschile vede un fondo bruno chiaro, semitrasparente, dai riflessi metallici. La femmina ha corpo più ampio e lungo, con un dorso più lineare e un grande ventre arrotondato. Le pinne sono ampie. La livrea femminile è ancora più semplice: un uniforme colore grigio-bruno, tendente al giallo trasparente. 

I maschi raggiungono una lunghezza massima di 3,5 cm, le femmine anche i 7 cm.

## Riproduzione

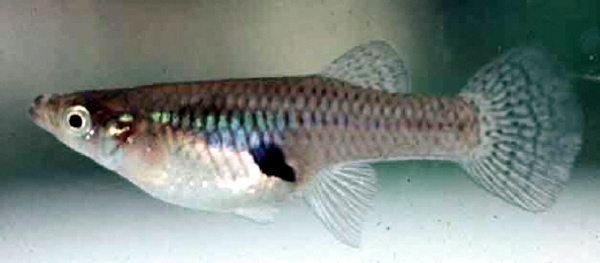
Una femmina in gravidanza

La fecondazione è interna e avviene mediante passaggio di spermatozoi dal corpo del maschio a quello della femmina con il gonopodio. La gestazione dura 24-30 giorni, dopo i quali la femmina partorisce circa 30 avannotti bianco-trasparenti e completamente indipendenti.

## Lotta alle zanzare
È nota la loro propensione a cibarsi delle fasi larvali e di pupa delle zanzare. Sono molto resistenti, sopravvivono anche in acque con bassa presenza d'ossigeno, ad alta salinità (fino a due volte quella dell'acqua di mare) e a temperatura elevata; possono persino sopravvivere in acque fino a 42 °C per brevi periodi. 

Per questi motivi, questa specie può essere considerata forse il pesce d'acqua dolce più diffuso al mondo. È stato introdotto come bioregolatore nella lotta biologica contro le zanzare (tra cui la zanzara anofele, vettore del plasmodio della malaria) nei paesi tropicali e temperati di entrambi gli emisferi e da allora si è diffuso ancora di più, sia per espansione naturale, sia attraverso ulteriori introduzioni.

## Alimentazione
Molto voraci, questi pesci si cibano di larve di insetti, insetti acquatici, vermi e crostacei (soprattutto le specie appartenenti al genere Daphnia). L'introduzione di gambusie può essere molto nociva alle popolazioni di anfibi, per la predazione su uova e girini.

## Acquariofilia
Anche se non appariscente come Poecilia reticulata, al quale le femmine assomigliano parecchio, questi pesci sono commerciati in tutto il mondo e destinati prevalentemente all'allevamento in stagni e piscinette dei giardini delle case, proprio a causa della loro alimentazione a base di larve di zanzara. 

Sono anche utilizzati per fornire cibo vivo alle specie carnivore di pesci d'acqua dolce o alle tartarughe acquatiche.

## Specie affini
Gambusia holbrooki è una specie estremamente simile a G. affinis (da cui è distinguibile solo ad un occhio esperto), anch'essa introdotta in Europa.